# Datazione assoluta
La datazione assoluta è il processo di determinazione dell'età cronologica di un reperto. Viene utilizzata principalmente in scienze come l'archeologia e la geologia.
Alcuni studiosi propongono di utilizzare la dizione datazione cronometrica o datazione di calendario per evitare che l'utilizzo del termine "assoluta" porti a garantire un'accuratezza non implicita.
La datazione assoluta fornisce un'età o un intervallo di età numerico, in contrasto alla datazione relativa che invece posiziona gli eventi in relazione a un riferimento noto o senza appurare la differenza di età tra gli eventi.
In archeologia, la datazione assoluta è generalmente basata su proprietà fisiche o chimiche del materiale di cui sono costituiti manufatti, edifici, o altri oggetti utilizzati dal genere umano o da associazioni storiche con materiali di età nota, come monete o testi scritti.
Le tecniche impiegate per arrivare a una datazione assoluta includono la dendrocronologia degli anelli di accrescimento degli alberi, l'utilizzo del metodo del carbonio-14 per legno o ossa e la datazione a termoluminescenza per gli oggetti di ceramica smaltata.
Le monete trovate durante gli scavi a volte hanno una data incisa o un riferimento a nomi che permettono di associarle a particolari eventi storici.
Nella geologia storica, il metodo principale di datazione assoluta sfrutta il decadimento radioattivo degli elementi intrappolati nelle rocce o nei minerali; si possono utilizzare sistemi isotopici che permettono di calcolare età recenti (come il radiocarbonio) e sistemi a uranio piombo che permettono di ottenere l'età assoluta delle più antiche rocce presenti sulla Terra.

## Datazione radiometrica
La datazione radiometrica è una tecnica basata sul tasso noto di decadimento radioattivo di alcuni isotopi radioattivi che si trasmutano in nuclidi radiogenici. I diversi sistemi isotopici vengono utilizzati per applicazioni differenti, in funzione dei vari elementi presenti nel minerale e dell'età del campione.
Le tecniche basate su isotopi che hanno un'emivita dell'ordine di qualche migliaio di anni, come il metodo del carbonio-14, possono essere utilizzate per datare materiali che hanno età di qualche decina di migliaia di anni, ma non rocce risalenti a qualche milione o miliardo di anni fa, perché la quantità di sostanza radioattiva residua nel campione sarebbe al di sotto dei limiti affidabilmente rilevabili dagli strumenti.

### Metodo del carbonio-14
Una delle tecniche più note e più usate di datazione radiometrica è il metodo del carbonio-14, o datazione al radiocarbonio, impiegato per datare campioni che contengono materiale organico.
La radiazione cosmica che penetra nell'atmosfera terrestre produce l'isotopo radioattivo carbonio-14; questo isotopo viene assorbito dalle piante quando fissano l'anidride carbonica atmosferica nel corso del processo di fotosintesi clorofilliana. Il carbonio-14 passa dalle piante nel ciclo della catena alimentare, attraverso gli animali erbivori che si nutrono dell'erba o delle piante; i carnivori a loro volta predano gli erbivori. Con la morte di un animale o della pianta, il ciclo del carbonio-14 si interrompe.
Ci vogliono 5.730 anni perché metà del quantitativo originario del carbonio si trasformi in azoto; questa è l'emivita o periodo di dimezzamento dell'isotopo. Dopo altri 5.730 anni la quantità originaria del carbonio-14 si è ridotta a un quarto, che diventa un ottavo dopo un altro periodo di dimezzamento e così via.
Dalla misura della percentuale di carbonio-14 residua nel materiale organico, è possibile risalire alla data di morte del campione organico, sia isolato che presente in un manufatto.

#### Limitazioni
L'emivita relativamente breve (5.730 anni) del carbonio-14, rende la datazione con questo metodo affidabile solo fino circa 60.000 anni fa. Per consentire datazioni precise entro questo intervallo di tempo, la tecnica deve venire calibrata con altri metodi di datazione come ad esempio la dendrocronologia.
Un ulteriore problema connesso con le datazioni dei siti archeologici è quello conosciuto come problema del legno antico. In alcune condizioni particolarmente aride, come nei deserti, è possibile che alcuni materiali organici, come i vecchi alberi morti, rimangano inalterati anche per centinaia di anni prima di essere usati come legna da ardere o materiale da costruzione. Pertanto la datazione di un dato legno può non indicare necessariamente quando esso fu bruciato o quando la struttura archeologica fu costruita. 
Per questo motivo, ove possibile, gli archeologi preferiscono usare campioni di piante a vita breve per la datazione al radiocarbonio.
Lo sviluppo della spettrometria di massa con acceleratore (AMS), ha permesso di ottenere datazioni affidabili anche partendo da campioni molto piccoli.

### Datazione al potassio-argon
Per periodi di tempo più antichi, sono disponibili altre tecniche radiometriche oltre a quella del carbonio-14. Una delle più utilizzate è la datazione al potassio-argon (K-Ar).
Il potassio-40 è un isotopo radioattivo del potassio che decade ad argon-40; l'emivita del potassio-40 è di 1,3 miliardi di anni, decisamente più lunga di quella del carbonio-14, e quindi consente di calcolare l'età di campioni molto più vecchi.
Il potassio è un elemento molto comune nelle rocce e nei minerali, per cui con questa tecnica è possibile datare campioni di interesse archeologico o geocronologico.
L'argon è un gas nobile, normalmente non presente nei campioni, tranne quando viene prodotto in situ attraverso il decadimento radioattivo.
Le date misurate con questa tecnica indicano quando è stata l'ultima volta in cui il campione è stato riscaldato al di sopra della temperatura di blocco, cioè la temperatura alla quale il gas intrappolato può sfuggire dal reticolo cristallino.
La datazione K-Ar è stata utilizzata anche per calibrare la scala dell'inversione geomagnetica della polarità terrestre.

## Datazione a luminescenza

### Termoluminescenza

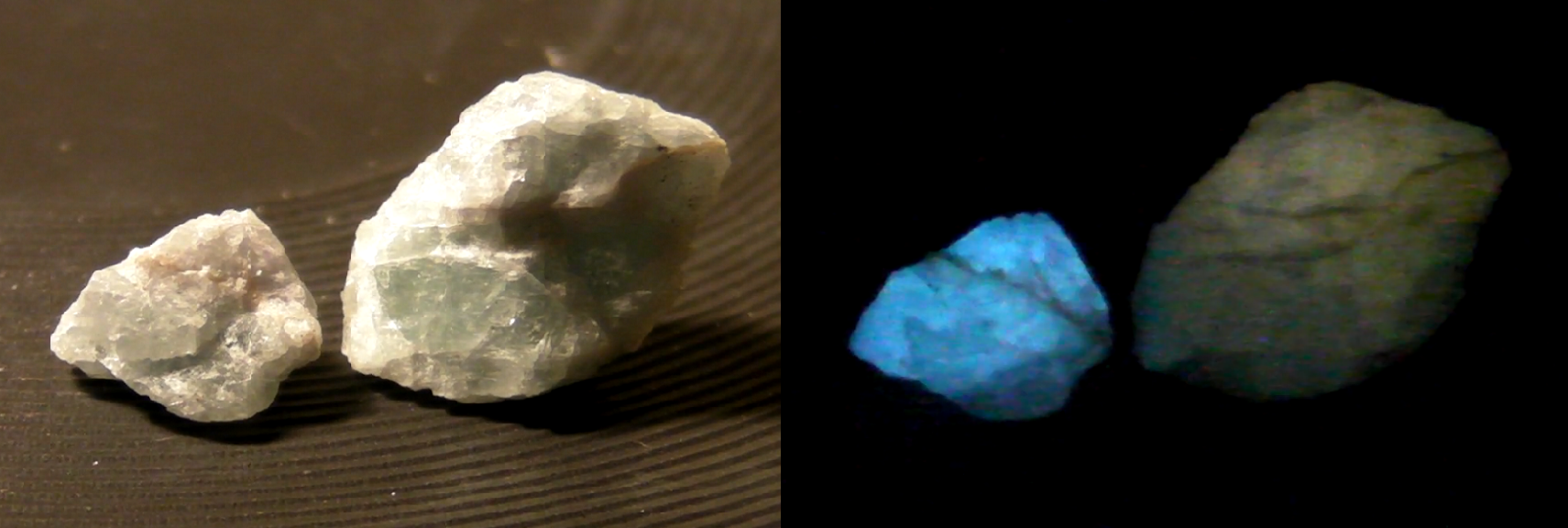
Termoluminescenza della fluorite

Anche la datazione a termoluminescenza fornisce l'età dell'ultima volta in cui il campione è stato riscaldato. La tecnica si basa sul principio che gli oggetti assorbono radiazioni dall'ambiente. Quando un campione viene riscaldato al di sopra di 500 °C, gli elettroni intrappolati nel reticolo vengono liberati, emettendo luce. La rilevazione dei fotoni luminosi effettuata per mezzo di fotomoltiplicatori, permette di determinare l'ultima volta in cui il campione è stato riscaldato.
Il livello della radiazione non rimane costante nel tempo e le fluttuazioni possono influenzare i risultati. L'esposizione del campione a successivi riscaldamenti (come nel caso di un incendio) o a luce diretta, può causare una dissipazione di elettroni, facendo risultare l'oggetto più recente di quanto sia in realtà.
A causa di queste limitazioni, la termoluminescenza ha un grado di accuratezza non superiore al 15%. Pertanto non può essere utilizzata da sola, ma può confermare l'antichità di un manufatto.
La tecnica viene utilizzata in archeologia per la datazione della ceramica, molti dei cui componenti, quali quarzo e feldspati sono termoluminescenti.

### Luminescenza stimolata otticamente (OSL)
La datazione a luminescenza stimolata otticamente (OSL) determina la data dell'ultima volta alla quale un sedimento è stato esposto alla luce.
Durante il trasporto dei sedimenti, l'esposizione alla luce solare azzera il segnale di luminescenza. Dopo l'interramento, il sedimento ricomincia ad accumulare nuova luminescenza in conseguenza della radiazione naturale dell'ambiente, che gradualmente ionizza i granuli minerali.
Un accurato prelievo del campione in condizioni di assoluta oscurità, consente di fare in modo che il sedimento riceva la luce artificiale solo in laboratorio, rilasciando così il segnale OSL. La luminescenza rilasciata in queste condizioni permette di calcolare l'equivalente di dose assorbita (De) dal sedimento a partire dalla sua deposizione. Questo valore permette di ottenere l'età del campione.

## Dendrocronologia

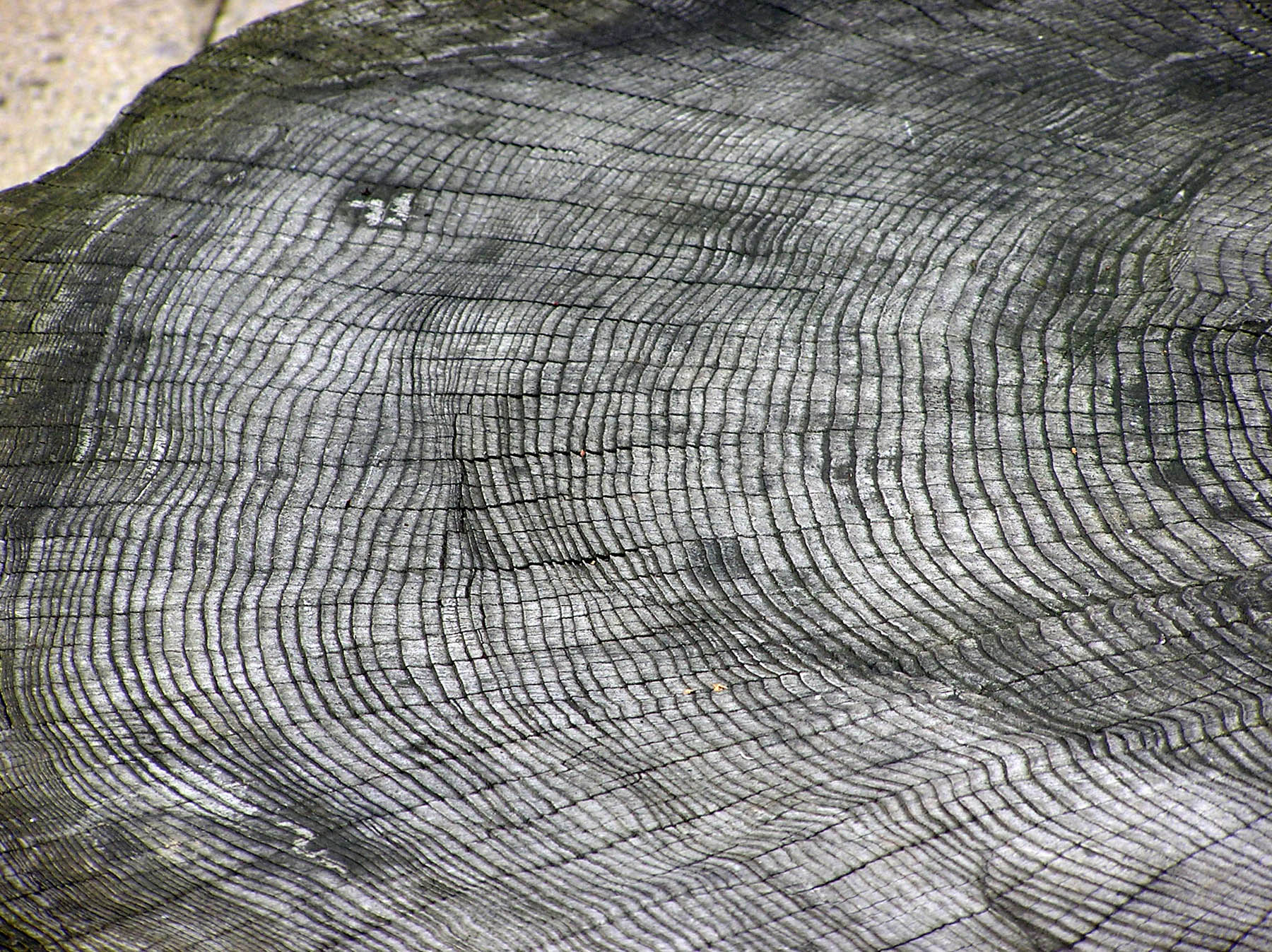
Anelli di accrescimento di un albero. Ogni anello rappresenta un anno. Il conteggio inizia dal centro, per cui gli anelli più giovani sono quelli più esterni, verso la corteccia.

La dendrocronologia è un metodo di datazione che si basa sul conteggio degli anelli di accrescimento annuale degli alberi. In molti tipi di alberi, la sequenza degli anelli di accrescimento permette di dedurre gli anni di calendario in cui ogni anello si è formato.
La dendrocronologia ha tre grandi campi di applicazione:
- la paleoecologia, dove viene impiegata per determinare aspetti ecologici del passato (in particolare l'andamento del clima);
- l'archeologia, dove viene impiegata per datare antichi edifici o oggetti in legno;
- in combinazione con la datazione radiometrica, per calibrare le età datate col metodo del carbonio-14.

Con questa tecnica, in alcune aree del mondo si riesce a risalire indietro nel tempo fino a qualche migliaio di anni fa. Attualmente il limite estremo a cui si è arrivati con questo modo è di poco superiore a 11.000 anni.

## Datazione con amminoacidi
La datazione con amminoacidi è una tecnica di datazione che sfrutta il processo naturale di racemizzazione degli amminoacidi per stimare l'età di un campione biologico. Questa tecnica viene applicata in paleobiologia, archeologia, scienza forense, tafonomia, sedimentologia e altri campi.
Tutti i tessuti biologici contengono amminoacidi. Ad eccezione della glicina, che è il più semplice, tutti gli amminoacidi esibiscono attività ottica, che rappresenta la proprietà di ruotare il piano di vibrazione della luce polarizzata. Gli amminoacidi possono avere due diverse configurazioni, chiamate "D" o "L", a seconda che facciano ruotare il piano della luce polarizzata rispettivamente a destra (D) o a sinistra (L). I relativi cristalli sono l'uno l'immagine speculare dell'altro.
A parte alcune eccezioni, gli amminoacidi presenti negli organismi viventi possiedono solo la configurazione sinistrorsa "L". Quando però un organismo muore, viene perso il controllo sulla configurazione ottica, e il rapporto tra le configurazioni D e L (inizialmente uguale a zero) tende a muovere verso uno stato di equilibrio in cui le due forme sono presenti in percentuali uguali. Questa miscela 1:1 dei due opposti enantiomeri, viene chiamata racemo, e il relativo processo di formazione viene chiamato racemizzazione.
La misura del rapporto tra le configurazioni D e L in un campione biologico permette di avere una stima del tempo trascorso dalla morte dell'organismo vivente.